# Chlorita gruba
Chlorita gruba är en insektsart som beskrevs av Irena Dworakowska 1981. Chlorita gruba ingår i släktet Chlorita och familjen dvärgstritar.
Artens utbredningsområde är Nepal. Inga underarter finns listade i Catalogue of Life.